# Gare de Wasselonne
La gare de Wasselonne est une ancienne gare ferroviaire française de la ligne de Sélestat à Saverne, située sur le territoire de la commune de Wasselonne, dans le département du Bas-Rhin, en région Grand Est.
Elle est mise en service en 1864 par la Compagnie des chemins de fer de l'Est, avant de devenir en 1871 une gare de la Direction générale impériale des chemins de fer d'Alsace-Lorraine, devenue après 1918 l'Administration des chemins de fer d'Alsace et de Lorraine.
La gare de 1864 a été remplacée par une gare à un emplacement voisin en 1904. Les deux bâtiments de gare sont reconvertis en logements.

## Situation ferroviaire
Établie à 202 mètres d'altitude, la seconde gare de Wasselonne se trouvait au point kilométrique (PK) 47,055 de la ligne de Sélestat à Saverne entre les gares de Wangen et de La Papeterie (fermées).

## Histoire
La ligne vicinale no 1 de Strasbourg à Barr et ses embranchements de Mutzig et Wasselonne font l'objet de la constitution le 11 avril 1860, d'une société « Chemin de fer vicinal de Strasbourg au pied des Vosges » dont le réseau est déclaré d'utilité publique le 1er août. La Compagnie des chemins de fer de l'Est en assurera l'exploitation. La section de Molsheim à Wasselonne, longue de 13,5 km, est inaugurée le 29 septembre 1864,.

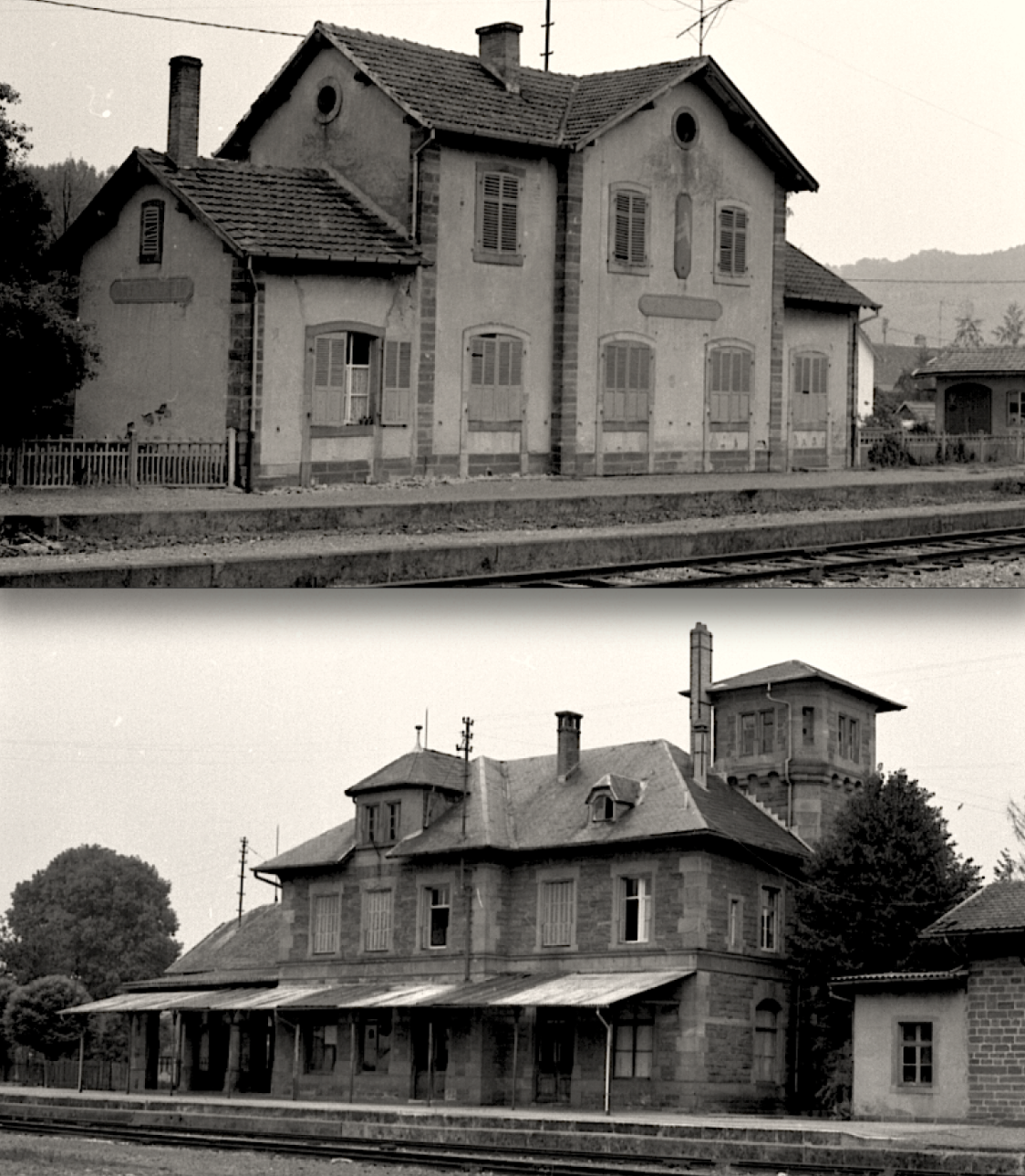
Les deux bâtiments de la gare en 1975.

Construite à l’économie, cette ligne en impasse requiert un rebroussement en gare de Molsheim pour poursuivre vers Strasbourg. Elle est alors quotidiennement desservie par trois ou quatre trains de voyageurs et de marchandises ; on y circule en moyenne à 30 km/h.
En 1871 le traité de Francfort, consécutif à la guerre franco-allemande de 1870, décrète l'annexion de l'Alsace et de la Lorraine. L'empire allemand crée la Direction générale impériale des chemins de fer d'Alsace-Lorraine (EL) qui exploite la gare de Wasselonne (en allemand : Wasselnheim). Afin de dispose d'un contournement ferroviaire de Strasbourg pour des raisons stratégiques et économiques, l'EL prolonge ces deux sections de ligne en impasse, d'une part entre Barr et Sélestat et de l'autre entre Wasselonne et Saverne et met également une partie de la ligne à double voie[Quand ?]. Devenus trop exigus face à la montée en puissance de ces lignes secondaires, plusieurs bâtiments de gare sont agrandis voire complètement remplacés. À Wasselonne, l'EL érige en 1904 de nouveaux bâtiments pour les voyageurs et les marchandises ; le nombre de voies a également été accru.
Après l'armistice de 1918 et le rattachement à la France, la nouvelle Administration des chemins de fer d'Alsace et de Lorraine reprend l'exploitation. C'est l'époque où la troisième branche de l'ancien chemin de fer vicinal — vers Gare de Mutzig, prolongée vers Rothau puis Saales durant la période allemande — devient la section d'un nouveau chemin de fer reliant Strasbourg à Saint-Dié-des-Vosges ; cette branche prendra de l'importance alors que le trafic décline entre Molsheim et Saverne.
La Société nationale des chemins de fer français (SNCF) met fin au trains de voyageurs sur la section de Molsheim à Saverne en 1969. Le trafic de marchandises subsistera jusqu’en 1988 essentiellement pour la desserte d’un dépôt des Comptoirs agricoles de Hochfelden et d’un dépôt de munitions et d’Artillerie lourde sur voie ferrée situé à Romanswiller, qui classe la ligne comme « stratégique ». Seulement desservie depuis Molsheim à partir de 1984 avec la fermeture de la section entre Marmoutier et Otterswiller, la ligne est déclassée en 1993 puis déposée en totalité. Les bâtiments voyageurs et les halles de marchandises ont été vendus à des particuliers et l’ancienne plate-forme de la voie ferrée a été transformée en piste cyclable qui relie Molsheim à Romanswiller.

## Patrimoine ferroviaire
Le premier bâtiment voyageurs (BV) est établi à près de 100 m en direction de Molsheim. Bâti selon le plan type C de Compagnie de l'Est, il se composait à l'origine d'un avant-corps à étage de trois travées (deux côté voie) sous un toit à deux pans à arrête transversale flanqué de deux petites ailes basses, d'une seule travée. L'aile de droite a plus tard été surhaussée et complétée par une seconde aile basse.
Devenu insuffisant face au trafic sur la ligne qui s'étend désormais jusqu'à Saverne, il est complété par un nouveau bâtiment voyageurs typique du style de la Direction des chemins de fer d'Alsace-Lorraine. Il se compose d'un corps central en « L » (légèrement plus large côté quai) possédant cinq travées avec une lucarne et, côté rue, une tour d'horloge à la base carrée et au sommet octogonal (les pierres d'angle sont biseautées) originellement coiffée d'une toiture pointue ; sur la droite se trouve une aile basse de trois travées. La façade est en blocs de grès et la toiture du corps central était initialement à croupes, remplacée par des pignons avec des demi-croupes après la réaffectation du bâtiment — elle était encore en configuration d'origine en 1988 — l'aile basse a toujours employé un pignon à demi-croupe. Le bâtiment de la gare de Saint-Hippolyte, ravagé par un incendie en 2010, présente un plan fort similaire.
Une halle à marchandises dans le même style que la gare de 1904 se trouve sur sa gauche. Entre la halle et le BV de 1864 se trouve un bâtiment de cinq travées (la plupart sont doubles) qui figurait déjà sur une carte postale antérieure à la construction de la nouvelle gare.

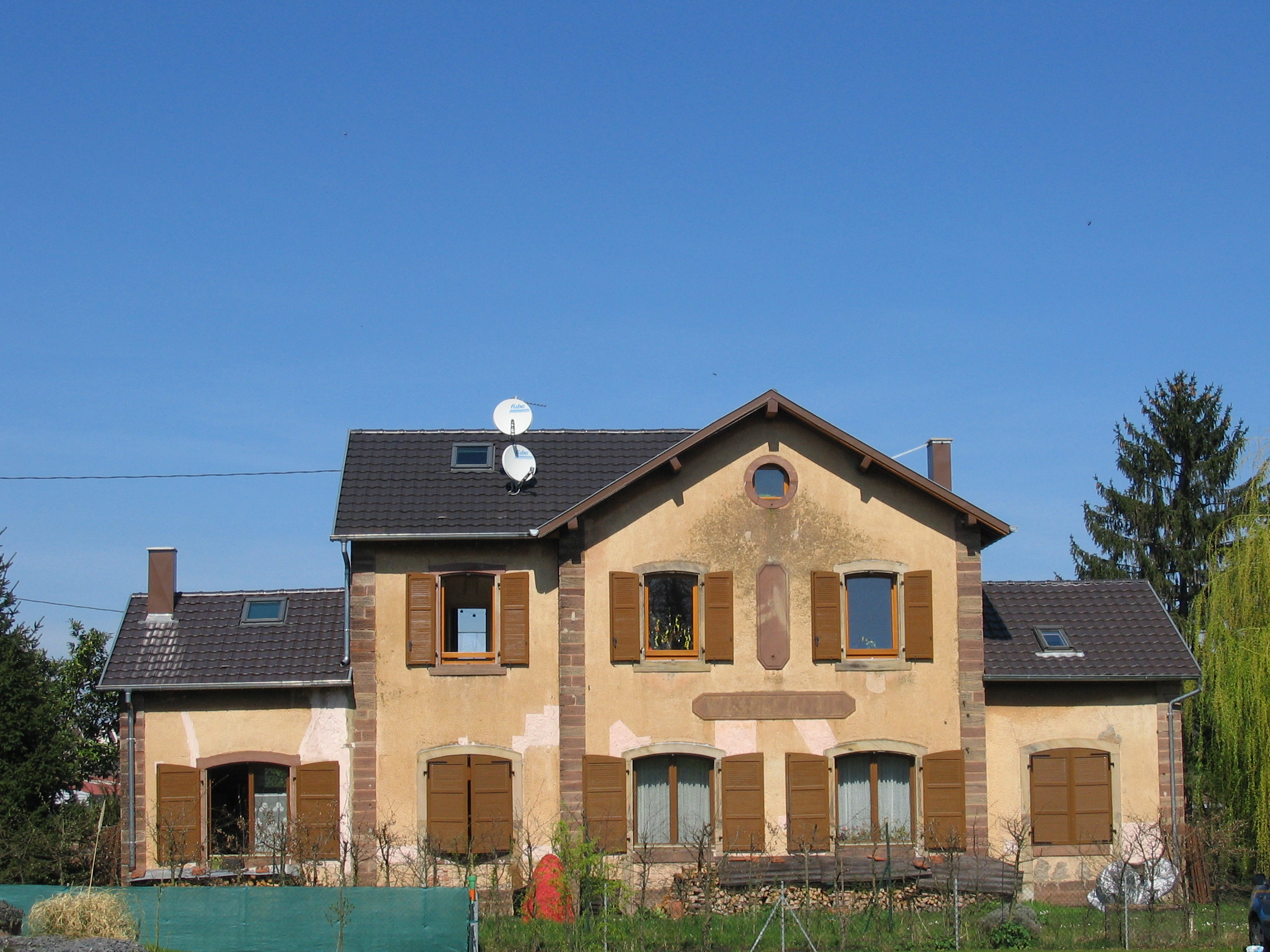
Le bâtiment de 1864 côté voies (2007).
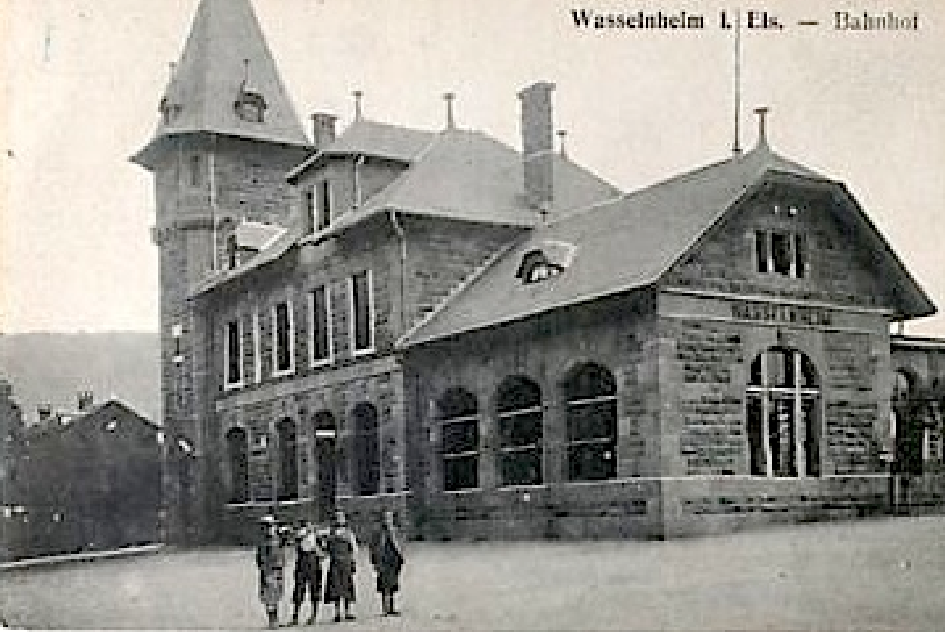
La gare de 1904 côté rue.
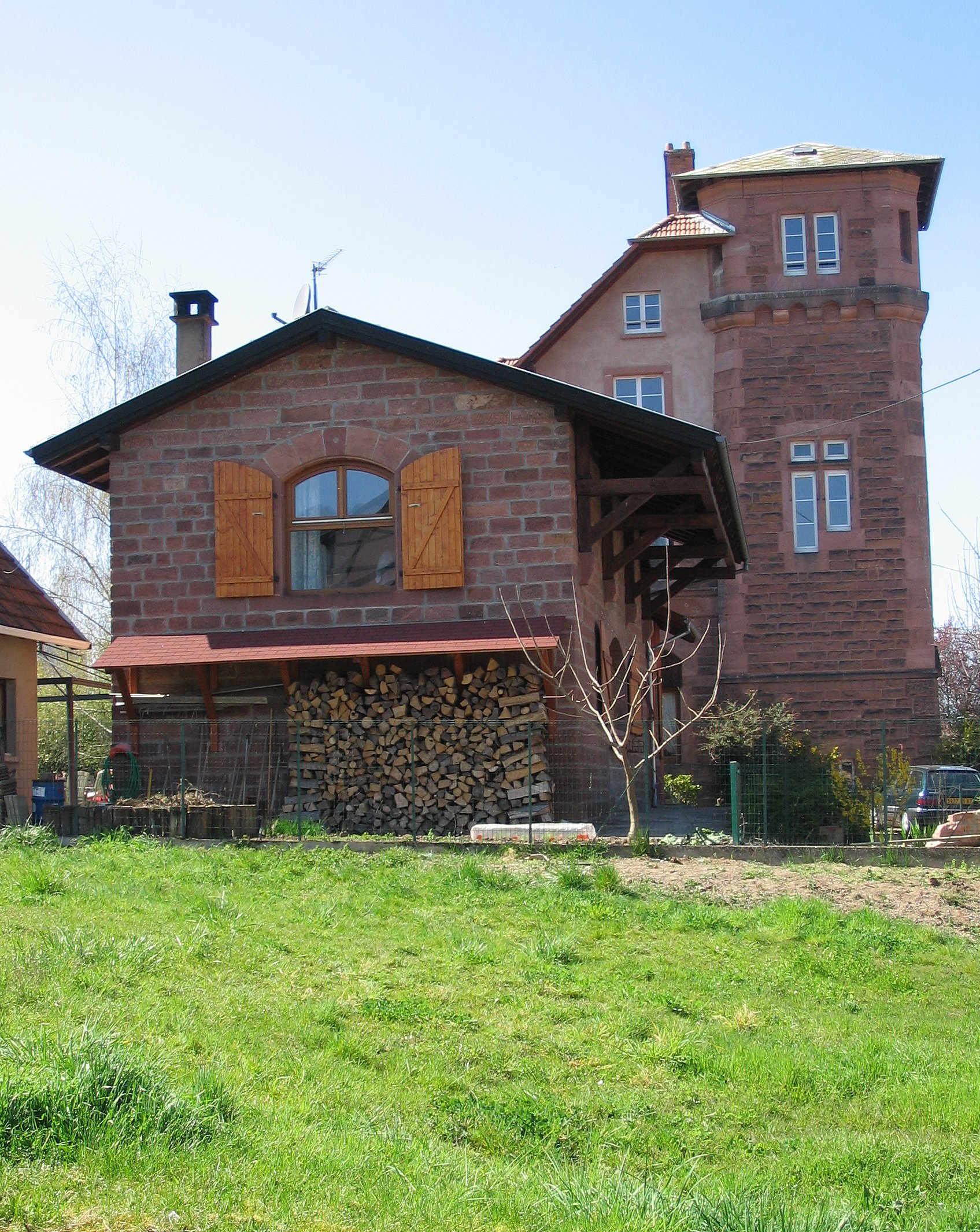
La halle à marchandises et le BV de 1904 (2007).
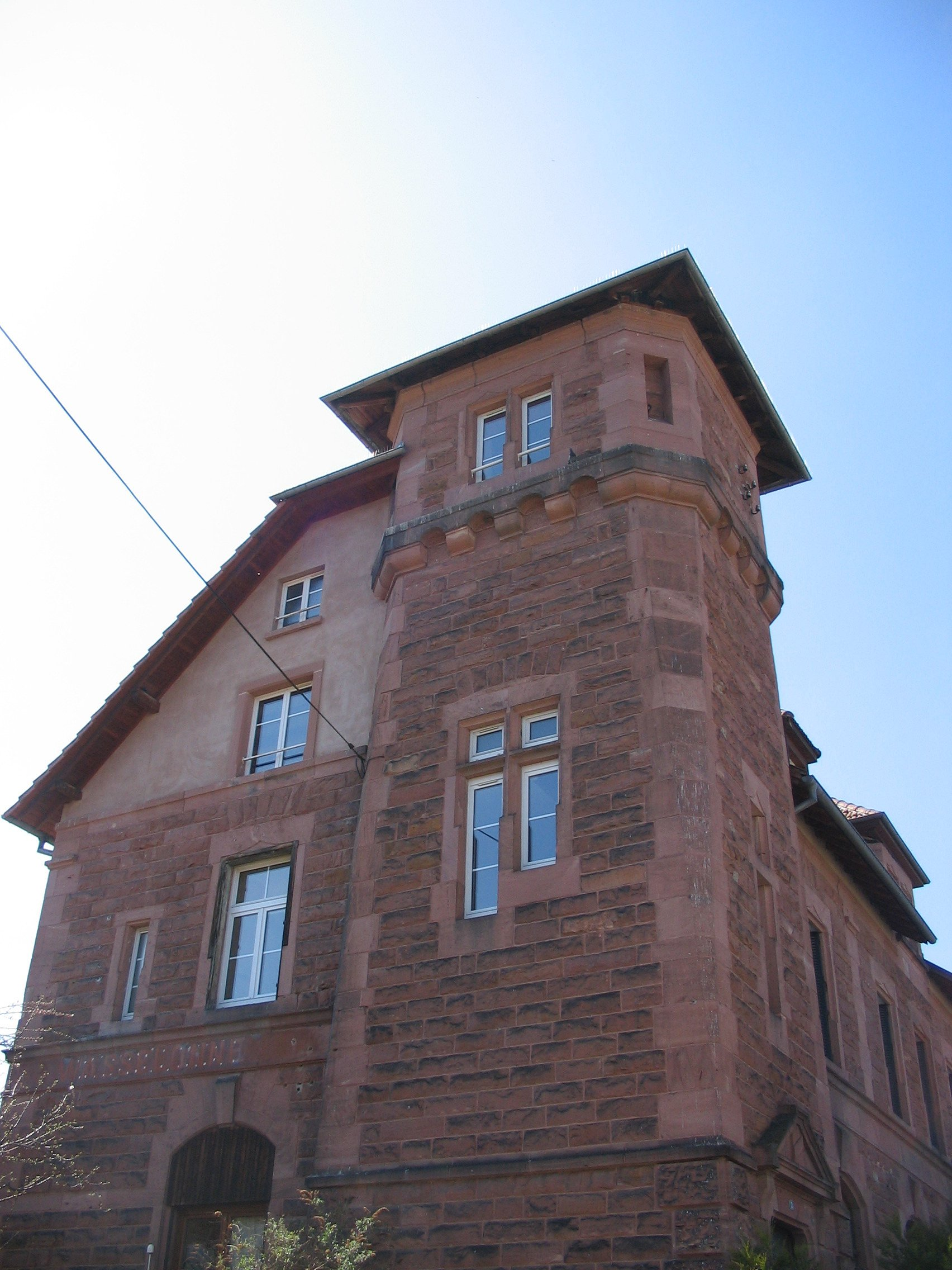
Détail de la tour.
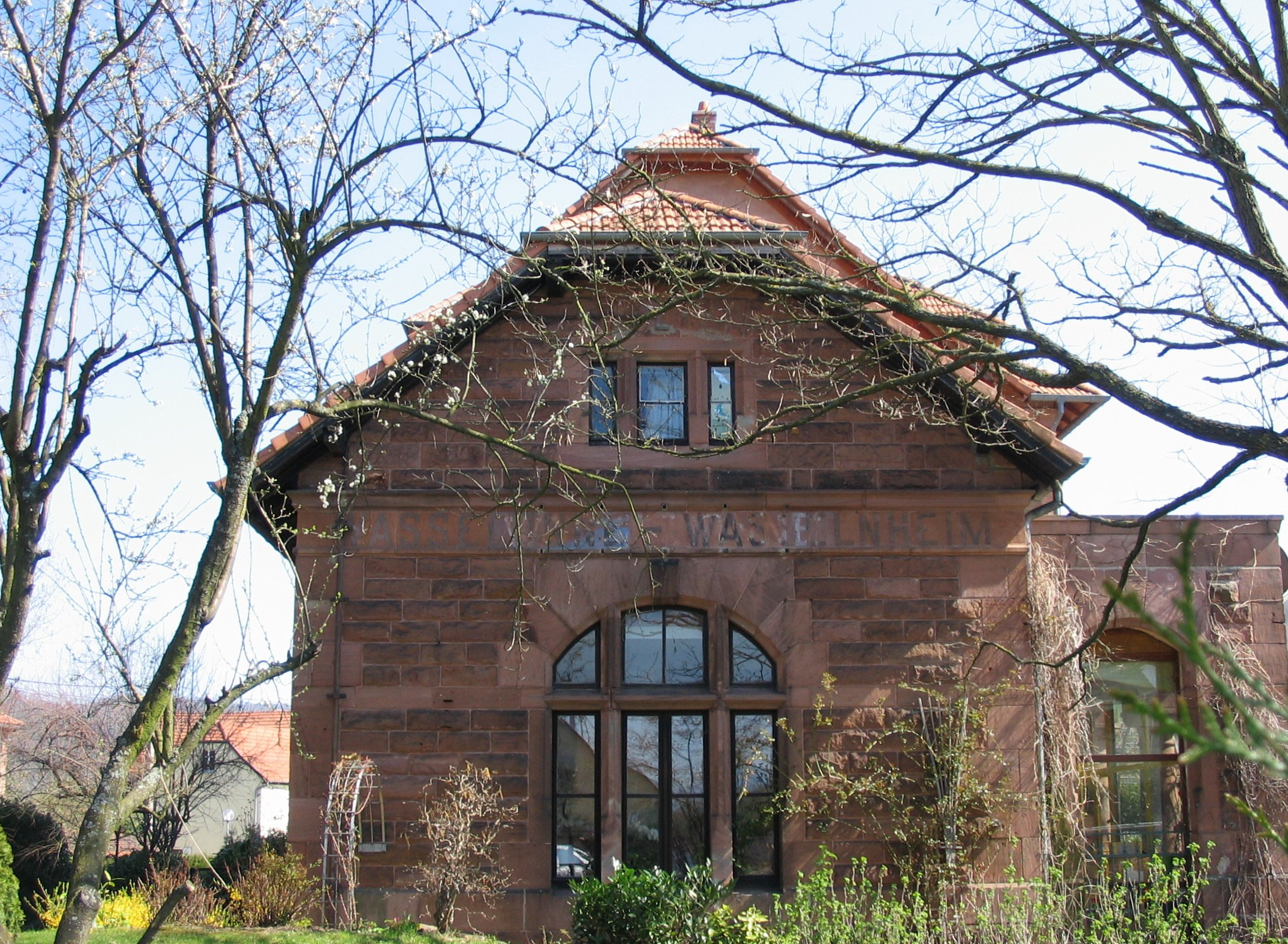
Pignon portant le nom de la gare dans les deux langues.